# 음력 2월 5일
음력 2월 5일은 음력 2월의 5번째 날이다.

## 사건
- 1960년 - 부산 국제고무공장 화재 발생.
- 1993년 - 대한민국 제14대 김영삼 대통령 취임.
- 2006년 - 철도파업 나흘 만에 종료.

## 문화
- 1991년 - SBS AM 라디오 개국.
- 2007년 - 인천국제공항철도 1단계 구간(인천국제공항역 ~ 김포공항역) 개통.

## 탄생
- 1737년 - 조선의 실학자 박지원.
- 1971년 - 대한민국의 배우 마동석.
- 1978년 - 대한민국의 희극인 정태호.
- 1980년 - 대한민국의 가수 이진 (핑클).
- 1995년 - 일본의 배우 시손 쥰.

## 같이 보기
- 음력 360일: 1월 2월 3월 4월 5월 6월 7월 8월 9월 10월 11월 12월
- 전날:2월 4일 다음날:2월 6일 - 전달:1월 5일 다음달:3월 5일
- 양력:2월 5일
- 음력, 윤달